# スティーヴ・オーデカーク
スティーヴ・オーデカーク（Steve Oedekerk, 本名：Steven Oedekerk, 1961年11月27日 - ）は、アメリカ合衆国の俳優・コメディアン・映画監督・アニメーション監督。
ロサンゼルス出身。コメディ映画で活躍。出演・脚本・製作・監督をこなすほか、テレビアニメから派生した短編パロディ・アニメ映画『親指シリーズ』で知られる。

## 主なフィルモグラフィー
- カジュアル・セックス? Casual Sex? (1988) 出演
- フルハウス Full House（1989）出演
- ジム・キャリーINハイ・ストラング High Strung (1994) 出演・脚本
- ジム・キャリーのエースにおまかせ! Ace Ventura: When Nature Calls (1995) 脚本・監督
- ナッティ・プロフェッサー クランプ教授の場合 The Nutty Professor (1996) 脚本
- ナッシング・トゥ・ルーズ Nothing to Lose (1997) 出演・脚本・監督
- パッチ・アダムス トゥルー・ストーリー Patch Adams (1998) 脚本・製作
- 親指ウォーズ Thumb Wars (1999) 出演・脚本・製作総指揮・監督
- 親指タイタニック Thumbtanic (1999) 出演・脚本・製作総指揮・監督
- ナッティ・プロフェッサー2 クランプ家の面々 Nutty Professor II: The Klumps (2000) 原案
- 親指フランケン Fraknenthumb (2001) 脚本・製作総指揮・監督
- 親指ゴッドファーザー The Godthumb (2001) 出演・製作総指揮
- 親指ブレアサム The Blair Thumb (2001) 出演・脚本・製作総指揮
- 親指バットサム Bat Thumb (2001) 出演・脚本・製作総指揮
- ジミー・ニュートロン 僕は天才発明家! Jimmy Neutron: Boy Genius (2001) 脚本・製作
- クン・パオ!燃えよ鉄拳 Kung Pow! Enter the Fist (2002) 出演・脚本・製作・監督
- I-MAX アニメ サンタVS．スノーマン Santa vs. the Snowman 3D (2002) 出演・脚本
- ブルース・オールマイティ Bruce Almighty (2003) 脚本・製作
- バーンヤード Barnyard (2006) 出演・脚本・監督
- エバン・オールマイティ Evan Almighty (2007) 脚本
- カウボーイ & エイリアン Cowboys & Aliens (2011) 脚本